# Königsberg (Ybbstaler Alpen)
Der Königsberg ist ein langgezogener Bergrücken der Göstlinger Alpen im südwestlichen Niederösterreich, nahe der oberösterreichischen Grenze. Er erreicht im Schwarzkogel 1452 m Höhe. Für Bergwanderer gibt es einige Schutzhütten, für den Wintersport ein kleines Schigebiet bei Hollenstein.

## Lage und Landschaft
Der großteils bewaldete Gebirgsstock ist etwa 15 km lang. Er erhebt sich zwischen Hollenstein/Ybbs und Göstling an der Ybbs südlich des Ybbstals, auf das er schöne Ausblicke bietet. Die zwei Bundesstraßen durch das obere Ybbstal und die bei Göstling abzweigende Passstraße über Lassing und Palfau zum Ennstal (Hieflau) umrunden den Bergrücken auf drei Seiten, während seine Westseite von der Nebenstraße Hollenstein-Sandgraben-Lassing tangiert wird. Er wird von West bis Ost von einer Felsstufe durchzogen.
Von mehreren Gipfeln über 1400 m Höhe liegen zwei (unter anderem das Köthler Eck) im Westteil und zwei im Ostteil, nämlich die Durnhöhe (1439 m) und der Schwarzkogel (1452 m). Der Bereich der geographischen Koordinaten liegt zwischen 47°45' - 47°49' Nord und 14°47' - 14°55' Ost. 
Königsberg heißt auch ein Ortsteil im Nordwesten von Göstling, der sich den mit Bergwiesen durchsetzten Osthang hinaufzieht. Einige Kilometer talabwärts (westlich) trägt der flache Nordhang des Bergrückens den Namen Königsbergau.

## Geologie
Der Königsberg als Teil der nördlichen Kalkalpen ist aus Sedimentgesteinen aufgebaut. 
Dem Hauptkamm ist nördlich eine Kette von Hügeln vorgelagert, die aus Opponitzer Schichten (Kalk und Rauwacken) bestehen und die teilweise steil zum Ybbstal hin abfallen (Grenzberger Kogel, Thomasberger Kogel, Dörrkogel, Berger Kogel). Südwärts folgt eine Zone mit Lunzer Schichten, die auch landschaftlich durch sanft geneigte Wiesen auffällt. Die Lunzer Schichten bestehen aus Sandstein und Schiefertonen, stellenweise führen sie auch Steinkohle, die früher in wirtschaftlich bedeutendem Umfang abgebaut wurde. Weiter in südliche Richtung findet sich am Nordabhang des Hauptkamms Muschelkalk und südlich einer größeren Störung dann unter anderem Riffkalke und mergelig-kalkige Sedimente der Kreide. Der Südabhang des Königsbergs wird großteils von Hauptdolomit gebildet, ehe dann zum südlichen Fuß des Berges hin Opponitzer Schichten, Lunzer Schichten und Wettersteinkalk folgen. Der südöstlichste Teil des Königsbergs gehört tektonisch zur Göstlinger Schuppenzone, hier kommt stellenweise permisch-skythisches Haselgebirge zum Vorschein. 
Der nordöstliche Bereich des Königsbergs ist durch das Abgleiten großer Schollen von Muschelkalk gekennzeichnet. 
Nördlich der Durnhöhe gibt es einen großen Hangrutschbereich, das "Kastner Gschlief".

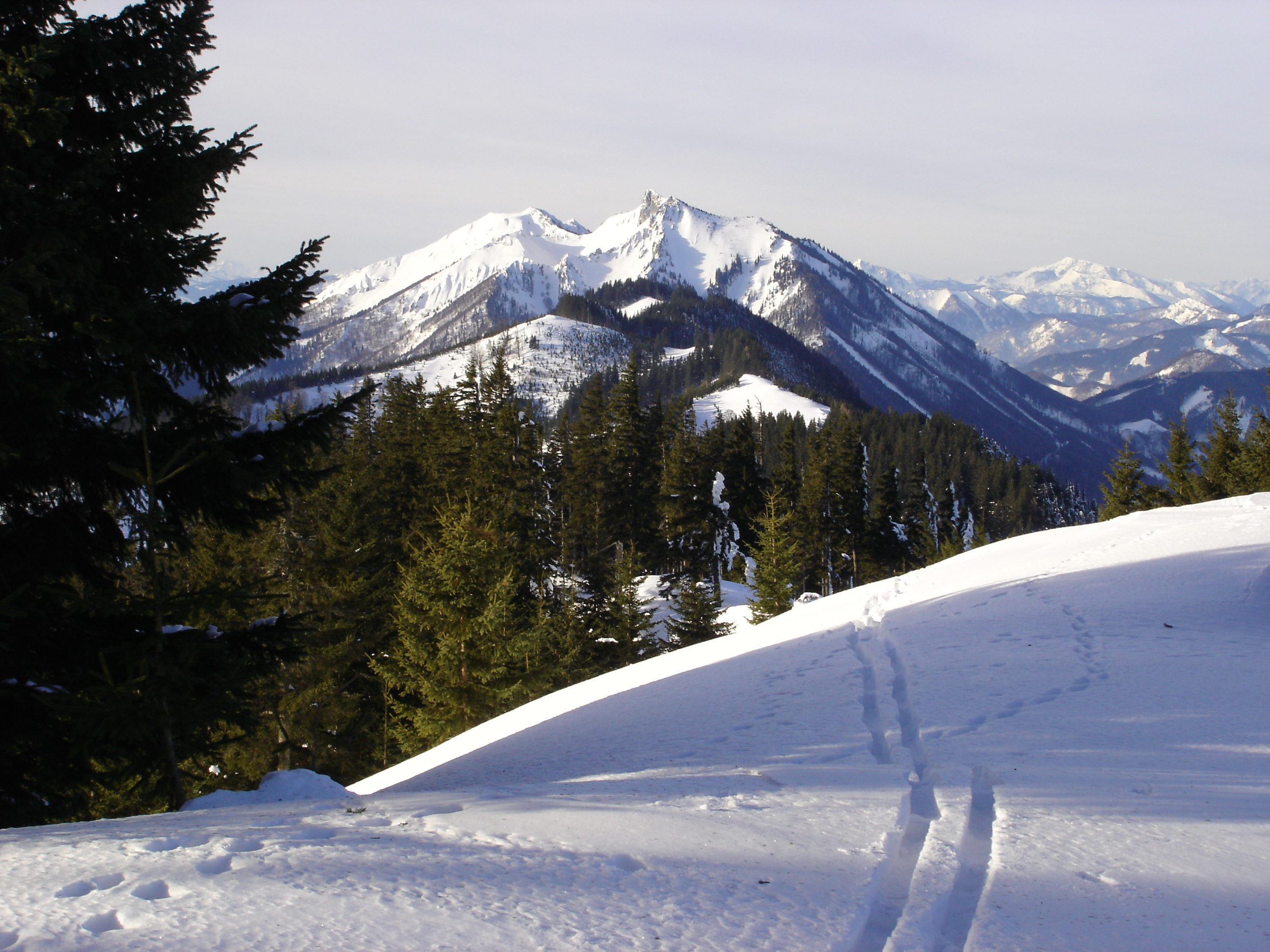
Blick von der Durnhöhe über den westlichen Teil des Königsbergs, im Hintergrund die Voralpe
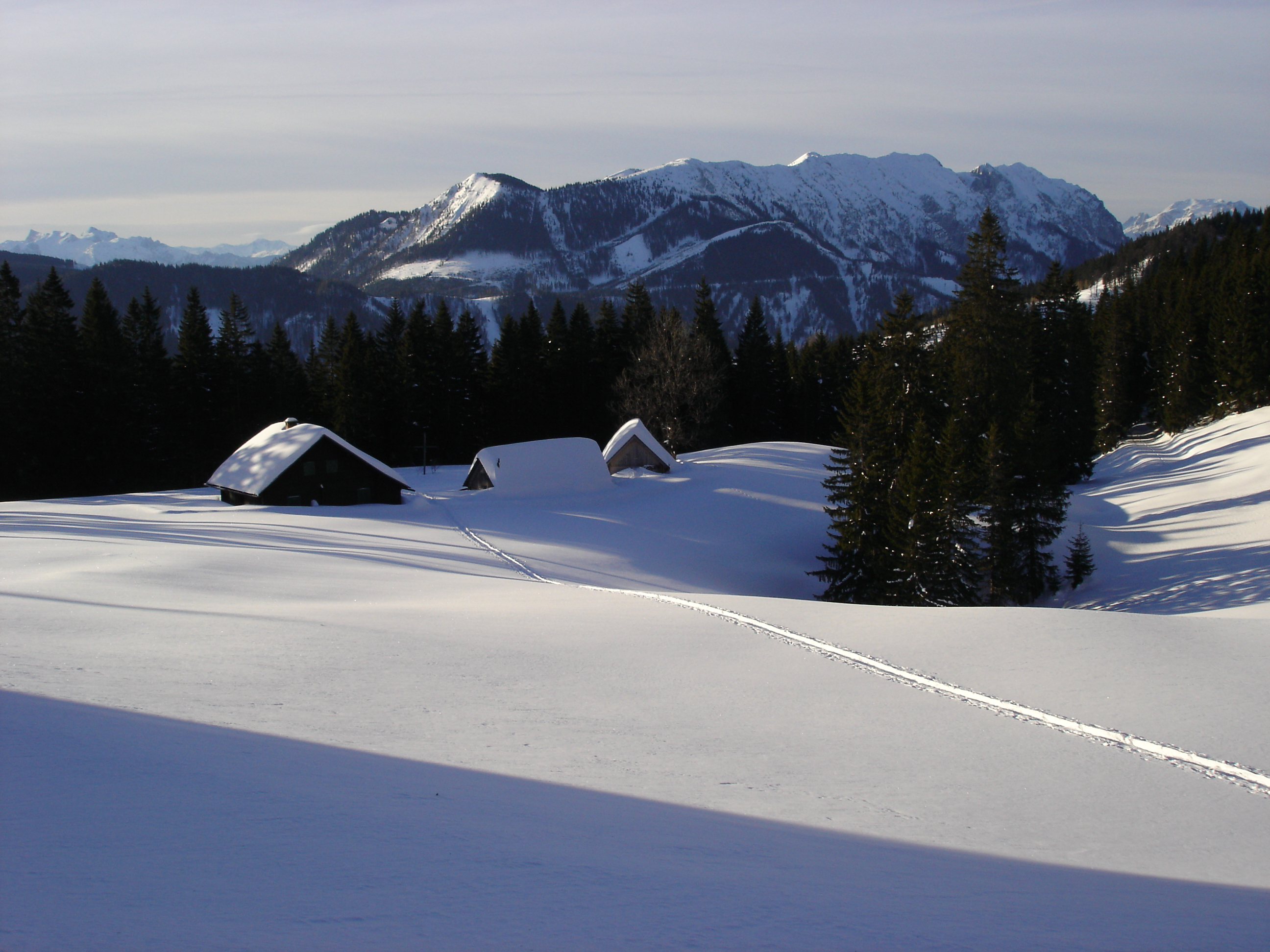
Die Kitzhütte am Königsberg, im Hintergrund der Gamsstein

## Wege, Hütten und Sehenswertes
Der Königsberg wird von West bis Ost von einer Felsstufe und einigen Wanderwegen durchzogen, darunter einem Weitwanderweg. 
Die Aufstiege gehen großteils vom Ybbstal aus (mehrere von Göstling), während die Südseite steile Felshänge und tiefe Gräben aufweist (Großer und kleiner Höllgraben, Eis- und Schwarzbachgraben). In der Gipfelregion liegen mehrere Jagdhütten und Almwiesen mit schönem Fernblick, sowie zwei bewirtschaftete Alm- bzw. Schutzhütten: Kitzhütte 1266 m, und Siebenhüttenalm um 1300 m. Zu letzterer kann man von Göstling-Süd zwei Wegdrittel auf einer Bergstraße fahren und beim Parkplatz Ebnerbrand oberhalb des Biobauern Kurzeck in fast 1100 m Höhe den Fußweg beginnen. 
Wo die Umgrenzung im Westen dem Hammerbach folgt, gab es früher – in der Hochblüte der lokalen Eisenverarbeitung – einige Hammerwerke und jetzt einen Themenweg. Ein Gipfel über diesem Seitental trägt den Namen Eisenspitz. Im Mendlingtal gibt es noch alte Holztriften zu besichtigen.